# Олешко (смотрицький воєвода)
Олешко, чи Олеско — урядник на Поділлі часу князів Коріятовичів, представник найближчого оточення князів. Воєвода в місті Смотричі. У 1374 р. став свідком акту князів Юрія та Олександра Коріятовичів, яким вони надали міське право Кам'янцю на Поділлі.